# Henry Sydney (1er comte de Romney)
Henry Sydney (ou Sidney), 1er comte de Romney (8 avril 1641 - 8 avril 1704) est un homme politique anglais et un officier de l'armée. Souvent considéré comme un simple flunkey et favori de la cour, il n'en est pas moins un homme d'État expert, doué pour la manipulation des hommes. Il est l'un des Sept Immortels et l'auteur de l'invitation que ce groupe a adressée à leur futur roi, Guillaume III.

## Biographie
Né à Paris, fils de Robert Sidney (2e comte de Leicester), de Penshurst Place dans le Kent, en Angleterre, et de son épouse, née Dorothy, Percy, fille de Henry Percy (9e comte de Northumberland) et sœur d'Algernon Percy (10e comte de Northumberland), il est le frère de Philip Sidney (3e comte de Leicester), né en 1619; d'Algernon Sydney qui est exécuté en 1683, reconnu coupable en tant qu'auteur du Complot de Rye-House contre le très populaire monarque Charles II; et Robert Sidney. La sœur de Henry est Dorothy Spencer, comtesse de Sunderland.
Il entre au Parlement en 1679. Il est employé par Robert Spencer (2e comte de Sunderland) pour négocier avec Guillaume d’Orange en 1688 et est l’un des signataires et auteur du code chiffré envoyé au prince appelant à la Glorieuse Révolution. À la suite de la destitution du roi Jacques II en vertu de la législation (du règne de son frère Charles II) destinée à l'exclure de la succession, le nouveau roi créa Sydney baron Milton et vicomte Sydney en 1689.
Il est présent à la bataille de la Boyne en 1690, et devient plus tard envoyé par le roi Guillaume comme ambassadeur à La Haye et est également Lord lieutenant d'Irlande pour la période entre 1692 et 1693 et est créé comte de Romney en 1694, mais commence à perdre les faveurs de la cour sous la reine Anne.
Henry Sidney exerce les fonctions de maître général de l'Ordnance de 1693 à 1702. En outre, il est Lieutenant général et colonel du premier régiment de gardes à pied (Grenadier Guards). Il utilise l'emblème de la famille Sidney, le pheon ou flèche large, sur les uniformes de prison et autres biens appartenant au gouvernement .
En 1694, il succède à Charles Sackville au poste de garde en chef du Greenwich Park à Londres. Il construit une déviation de la route principale reliant Woolwich à Deptford afin qu’elle se situe entre la Maison de la Reine et le Palais de Placentia, son parcours actuel. Une partie de la route s'appelle Romney Road en son honneur .
Il est mort non marié à Londres, "un homme fier mais ivre", à 63 ans.
La bibliothèque de l'Université de Nottingham contient un catalogue des documents de Hans Willem Bentinck (1er comte de Portland), qui décrit une grande partie de la correspondance de Sidney. En outre, 98 lettres ont été conservées entre Sidney et George Legge (1er baron Dartmouth), qui comprennent des documents écrits par Dartmouth lors de son emprisonnement à la Tour.